# Dekýš
Dekýš je obec na Slovensku v okrese Banská Štiavnica. Žije v ní 186 obyvatel. 

## Historie
První písemná zmínka o vesnici pochází z roku 1270.

## Pamětihodnosti
V obci stojí římskokatolický kostel Narození Panny Marie z roku 1922 a evangelický kostel z roku 1924. Do katastrálního území Dekýš zasahuje část přírodní rezervace Jabloňovský Roháč.

## Galerie

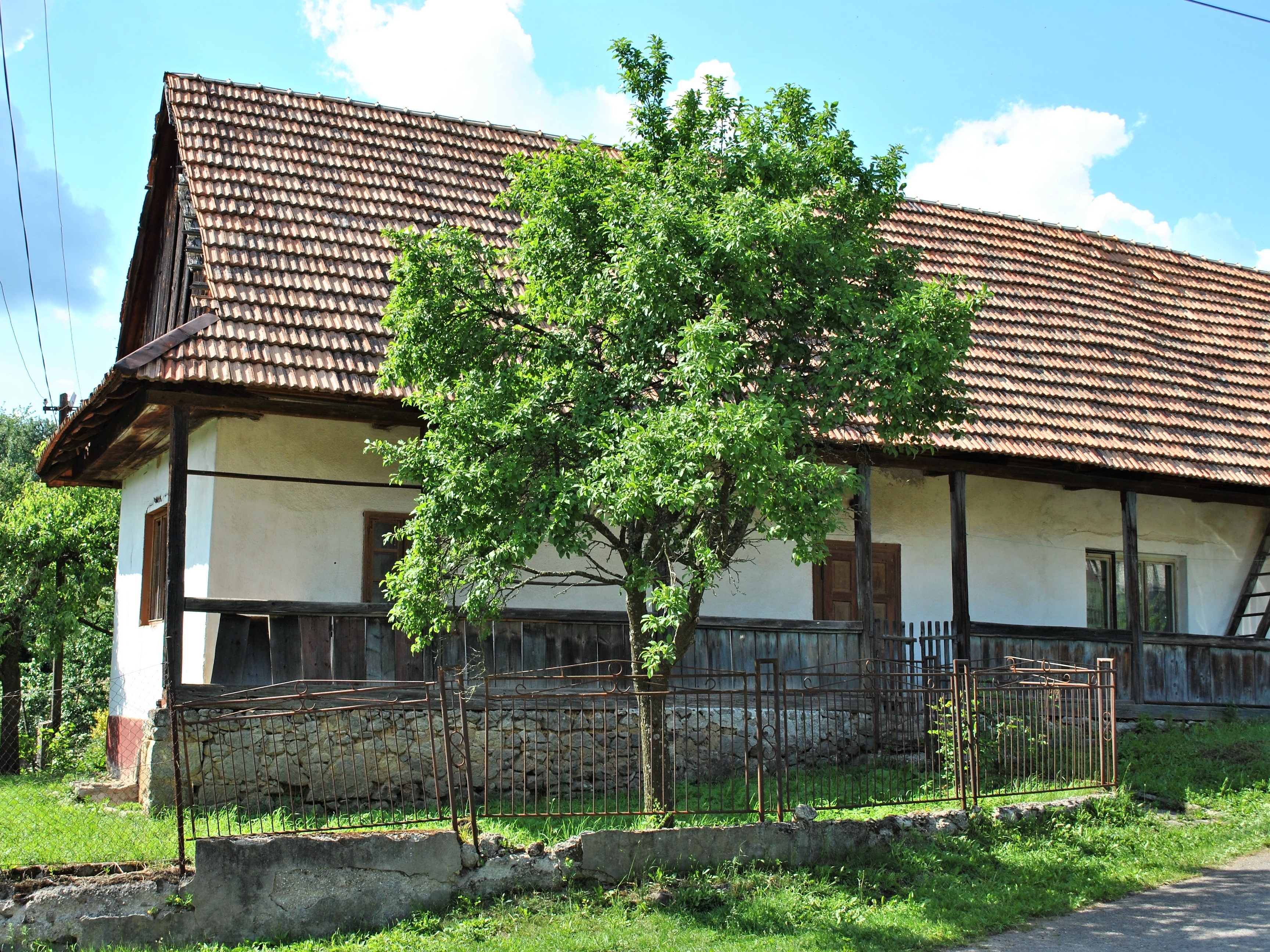
Stavení
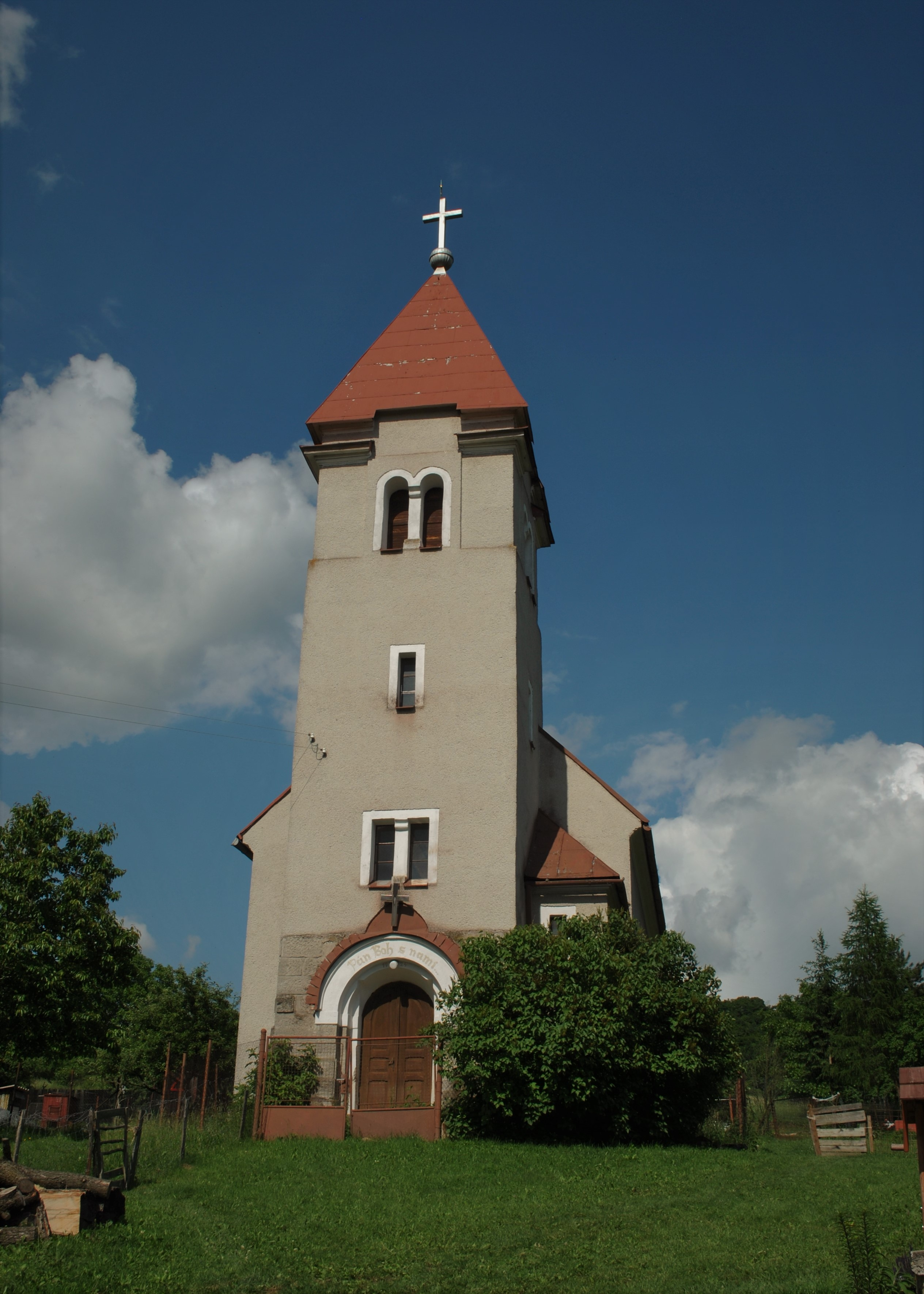
Protestantský kostel
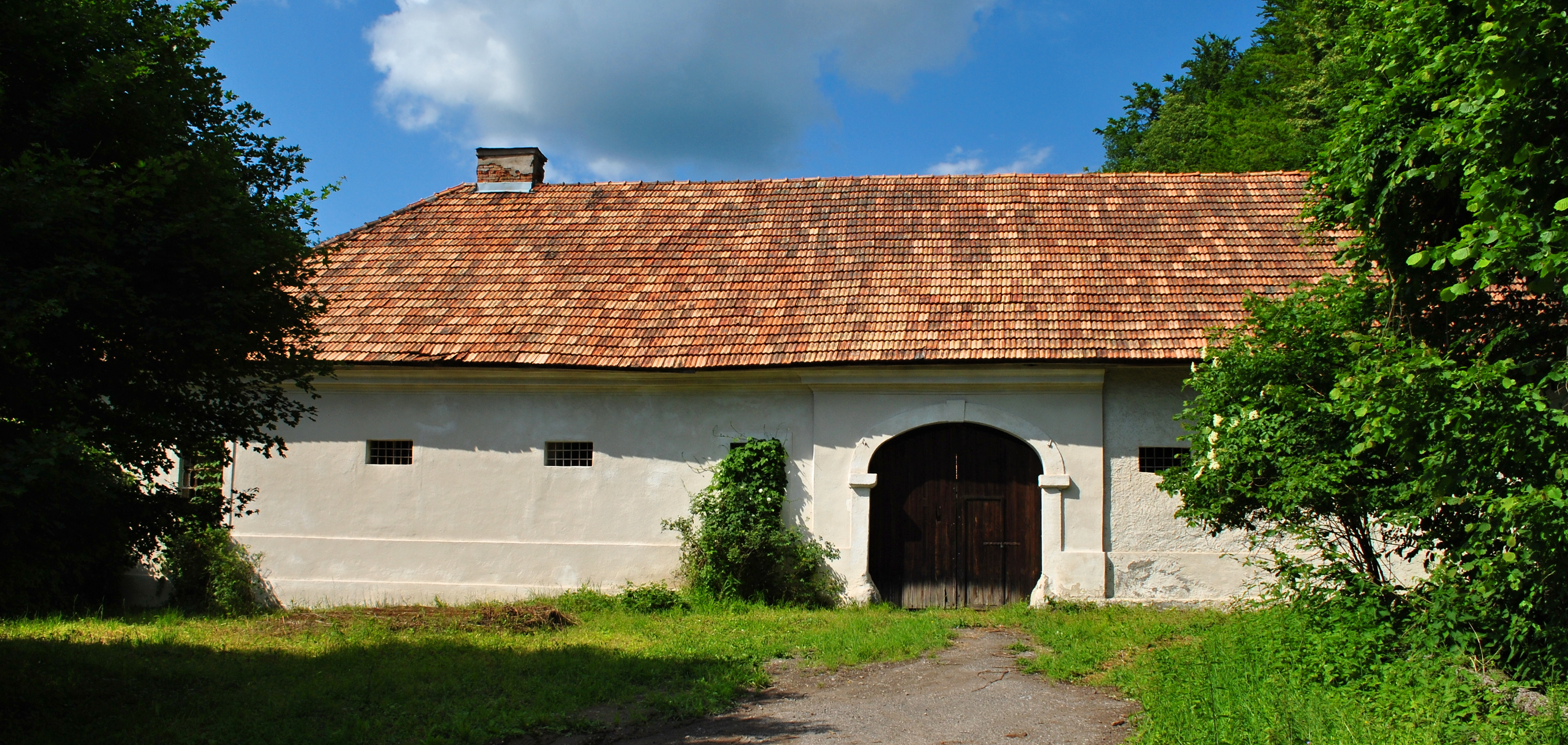
Hostinec
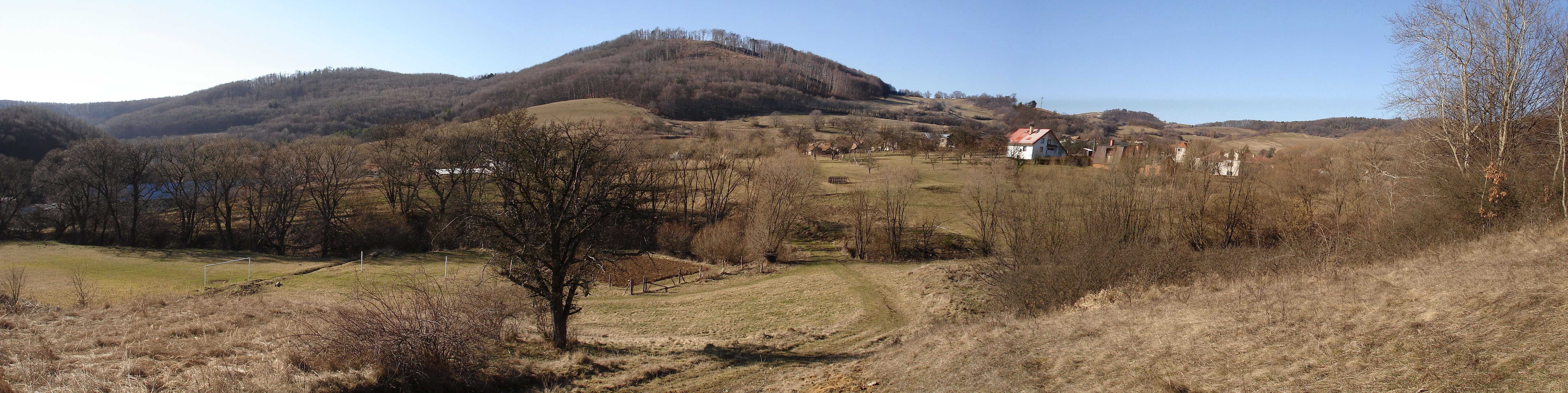
Z dálky